# Пребиотическая химия на основе формамида
Пребиотическая химия на основе формамида — совокупность гипотез, предсказывающих, что формамид играл большу́ю роль в процессе происхождения жизни, предоставляя компоненты для начала как генетических, так и метаболических процессов.
Формамид ({\displaystyle {\ce {HCONH2}}}) — простейший природный амид, содержащий все элементы (углерод, кислород, азот, водород), необходимые для синтеза биомолекул. Формамид представляет из себя очень распространённое вещество во Вселенной, он был обнаружен в центре галактик , в межзвёздной среде, в звездообразующих молекулярных облаках галактической зоны обитаемости, в том числе близь формирующейся солнцеподобной звезды, и кометах.